# Moi
『moi』（モア）は、斉藤由貴の通算11枚目のスタジオ・アルバム。1994年12月7日発売。発売元はポニーキャニオン。

## 概要
先行シングル「なぜ」（1994年11月18日）を含む、3年ぶりのオリジナル・アルバム。タイトルはフランス語で ″わたし″ を意味する。1985年以来、およそ10年振りに筒美京平から5曲の楽曲提供を受けた他に、全篇英語詞のカバーが5曲収録されている。
1995年4月21日には、アルバムに関連したツアーのライヴビデオ『Concert '95 ″moi″』が発売されたほか、2003年9月18日発売のCD-BOX『斉藤由貴 CD-BOX 2』にアルバム収録曲すべてがリマスタリング音源で収められた。こちらは限定生産のため、現在は入手困難となっている。
本作以降、オリジナル・アルバムのリリースは2010年12月（一般発売は2011年2月）の『何もかも変わるとしても』まで16年間途絶えたが、シングルは1999年以降数枚リリースされている。
2003年の上記CD-BOX発売以降、2010年の『何もかも変わるとしても』までの間に、2007年11月28日に1980年代の楽曲を再レコーディングした「悲しみよこんにちは （21st century ver.）」がリリースされたほか、フジテレビ系音楽番組『僕らの音楽』にもゲスト出演（2008年2月29日放送、一青窈からのリクエストで共演）している。また、2008年3月8・9日には東京・PARCO劇場で数年ぶりライヴが開催されるなど、音楽活動を徐々に再開していたところである。そのPARCO劇場でのコンサートでは本作から「The April Fools」が披露された。

## 収録曲

### CD
| #         | タイトル                              | 作詞                     | 作曲                     | 編曲      | 時間  |
| --------- | ------------------------------------- | ------------------------ | ------------------------ | --------- | ----- |
| 1.        | 「The April Fools」(Japanese Version) | HAL DAVID 訳詞:斉藤由貴  | BURT BACHARACH           | 上杉洋史  | 4:07  |
| 2.        | 「We'll Sing In The Sunshine」        | GALE GARNETT             | GALE GARNETT             | 上杉洋史  | 4:01  |
| 3.        | 「なぜ」                              | 斉藤由貴                 | 筒美京平                 | 澤近泰輔  | 4:32  |
| 4.        | 「I Love How You Love Me」            | BARRY MANN, LARRY KOLBER | BARRY MANN, LARRY KOLBER | 上杉洋史  | 3:29  |
| 5.        | 「夕暮れ日記」                        | 斉藤由貴                 | 筒美京平                 | 上杉洋史  | 4:18  |
| 6.        | 「好き!」                             | 斉藤由貴                 | 筒美京平                 | 澤近泰輔  | 5:00  |
| 7.        | 「If」                                | DAVID GATES              | DAVID GATES              | 上杉洋史  | 3:24  |
| 8.        | 「答える声はなくても」                | 斉藤由貴                 | 筒美京平                 | 澤近泰輔  | 4:31  |
| 9.        | 「You Light Up My Life」              | JOSEPH BROOKS            | JOSEPH BROOKS            | 上杉洋史  | 4:45  |
| 10.       | 「あなたと出逢って」                  | 斉藤由貴                 | 筒美京平                 | 上杉洋史  | 5:41  |
| 11.       | 「The April Fools」(Original Version) | HAL DAVID                | BURT BACHARACH           | 上杉洋史  | 4:07  |
| 合計時間: | 合計時間:                             | 合計時間:                | 合計時間:                | 合計時間: | 48:14 |

## 映像作品
『Concert '95 ″moi″』（コンサート '95 モア）は、斉藤由貴のライブ・ビデオ。1995年4月21日にVHS単品として発売され、2009年9月16日発売のボックス・セット『YUKI SAITO 25th Anniversary DVD BOX』に収録されたのち、2010年3月15日にはDVDが発売された。
内容は、1995年1月10日にアートスフィアにて開催されたコンサートの模様が収録されており、アルバム『moi』の収録曲を中心とした結婚後初のコンサート映像となる。

### 収録曲
| #   | タイトル                    | 作詞 | 作曲・編曲 |
| --- | --------------------------- | ---- | ---------- |
| 1.  | 「MA HI RU (瞬間)」         |      |            |
| 2.  | 「予感」                    |      |            |
| 3.  | 「初戀」                    |      |            |
| 4.  | 「AXIA ～かなしいことり～」 |      |            |
| 5.  | 「大正イカレポンチ娘」      |      |            |
| 6.  | 「なぜ」                    |      |            |
| 7.  | 「If」                      |      |            |
| 8.  | 「卒業」                    |      |            |
| 9.  | 「MOON WALTZ ～月の輪舞～」 |      |            |
| 10. | 「ENDING ～Hello Dolly～」  |      |            |
| 11. | 「今だけの真実」            |      |            |